# アリレザ・ダビール
アリレザ・ダビール (ペルシア語:  علیرضا دبیر、ローマ字:Alireza Dabir 、1977年9月16日 - ) は、イランのレスリング選手。2000年シドニーオリンピックレスリングフリースタイル58kg級の金メダリストである。テヘラン州レイ出身。

## 実績
- オリンピック
  - 2000年シドニーオリンピック　金メダル
- 世界選手権
  - 優勝　1998年
  - 2位　1999年、2001年、2002年
- アジア大会
  - 2位　2002年